# Шоу, Кэролайн
Кэролайн Шоу (англ. Caroline Shaw; род. 1 августа 1982, Гринвилл, США) — американский композитор, скрипач и певица. Лауреат Пулитцеровской премии за выдающееся музыкальное произведение за Партиту для восьми голосов (2013).
Как скрипачка училась в Университете Райса и Йельском университете. В 2010 году поступила на докторскую программу в Принстонском университете.
Играет на скрипке в ансамбле American contemporary music ensemble, а также входит в состав вокального ансамбля Roomful of Teeth.
В 2013 году стала самой молодой обладательницей Пулитцеровской премии за выдающееся музыкальное произведение за Партиту для восьми голосов (Partita for Eight Voices).
«Все 25 минут „Партиты“ звучат только восемь голосов, которые виртуозно лавируют между кардинально разными стилями и традициями пения, от ренессансной полифонии до художественной декламации в духе Лори Андерсон или Роберта Эшли. Получается, с одной стороны, постмодернистская экспресс-экскурсия по истории ансамблевого вокала, с другой — невероятно оригинальная музыка, не позволяющая заскучать даже на пару секунд» (О. Соболев).